# Samsung Galaxy S II
Samsung Galaxy S II (номер моделі: GT-I9100) — смартфон другого покоління лінійки Galaxy S на базі ОС Android. Уперше був презентований компанією Samsung Electronics 13 лютого 2011 року на виставці Mobile World Congress у Барселоні (Іспанія). Від свого попередника Samsung Galaxy S модель відрізняється збільшеним дисплеєм (з 4 до 4.27 дюйма), двоядерним процесором, більш тонким корпусом та новими функціональними можливостями. На Galaxy S II уперше були запущені мобільні сервіси Samsung — Social Hub, Reader's Hub, Game Hub та Music Hub (доступ до контент-сервісів з літературою, музикою, іграми, спілкування в соціальних мережах)

## Технічні дані

### Апаратне забезпечення

#### Процесор
Samsung Galaxy S II обладнаний двоядерним процесором ARM Cortex-A9 Samsung на базі чипу «Exynos 4210» (раніше відомий як Orion) з тактовою частотою 1.2 ГГц, що забезпечує легкий веббраузінг, багатозадачність та якість графіки. Чип Exynos 4210 розроблений з урахуванням вимог мобільних сервісів, підтримує функцію кодування/декодування відео, дозволяє записувати та відтворювати відео Full HD (1080p) зі швидкістю 30 кадрів на секунду. Exynos 4210 підримує ряд високошвидкісних інтерфейсів пам'яті, включаючи DDR2, DDR3 та більшість накопичувачів на базі енергозалежної пам'яті. Також ним підтримується широкий асортимент кодеків.

#### Дисплей
Сенсорний дисплей Super AMOLED Plus з діагоналлю 4.27 дюйма покритий захисним склом Gorilla Glass (характеризується тонкістю та легкістю, захищає екран надійніше за інші матеріали, міцність скла досягається на молекулярному рівні). Дисплей Super AMOLED Plus характеризується на 18 % меншим використанням енергії у порівнянні з Super AMOLED. Використана технологія Real-Stripe дозволяє зменшити зернистість екрану.

#### Камери
Samsung Galaxy S II обладнаний двома камерами. Основна (тильна) — 8-мегапіксельна, з автофокусом та світлодіодним спалахом, може записувати відео якості FullHD (1080р) зі швидкістю 30 кадрів на секунду. Фронтальна камера — 2-мегапіксельна, максимальна роздільна здатність — VGA (640 x 480).

### Операційна системата функціональні особливості
Модель Samsung Galaxy S II працює під управлінням ОС Android версії 2.3 (Gingerbread). Існує можливість оновлення операційної системи до Android 4 (Ice Cream Sandwich) та Android 4.1.2 (Jelly Bean) за допомогою програми Samsung Kies.
Samsung Galaxy S II має набір соціальних сервісів Samsung Hub, що пропонують розважальний контент, сучасні мобільні ігри та доступ до соціальних мереж.
Social Hub надає доступ до всіх повідомлень у інтернет-месенджері та соціальних мережах, електронній пошті з підтримкою push-технології.
Reader's Hub надає можливість переглядати за допомогою смартфона популярні журнали, газети, а також художню літературу різними мовами.
Game Hub дозволяє завантажувати мобільні ігри, безкоштовно отримувати пробні версії найкращих продуктів від таких компаній, як Gameloft, а також грати та спілкуватися з друзями через соціальні ігрові мережі ngmoco.
Music Hub пропонує доступ до мільйонів музичних композицій, рекомендації щодо нових альбомів, які можуть сподобатися користувачеві, можливість безкоштовно прослухати композиції 30-60 секунд, щоб вибрати потрібні.
Також у Samsung Galaxy II реалізовані функції для бізнесу. Це сервіси Cisco WebEx, Cisco Mobile для конференц-зв'язку, Microsoft Exchange ActiveSync (синхронізація з електронною поштою та календарем), OnDevice Encryption (захист мобільних даних без погіршення швидкості та функціональних можливостей), Sybase Afaria Mobile Device Management (безпечне віддалене управління пристроями).

Смартфон обладнаний технологією Customized Voice Translation, що перекладає голосові та текстові повідомлення. Система безпеки Face Recognition Unlock автоматично розпізнає обличчя користувача і лише тоді розблоковує смартфон. Технологія AllShare дозволяє переглядати зроблені фото та відеоролики на великому екрані телевізора або ПК. За допомогою функції Kies Air можна управляти контентом телефону через комп'ютер з підключенням до Wi-Fi. А Wi-Fi Direct дозволить Galaxy S II під'єднатися до доступних по Wi-Fi комп'ютерів та принтерів без використання спеціальних точок доступу.